# Балтське коло (альманах)
 Літературний альманах "Балтське коло"  - україномовний альманах, створений для популяризації українських митців на Одещині, в Україні та світі. Виходить один раз на рік. Засновник альманаху письменник Сергій Мартинюк

## Опис альманаху та історія створення
Перший випуск альманаху "Балтське коло" вийшов в червні 2019 року в Видавництві "Міленіум". Видання здійснено Балтським осередком Ліги незалежних українських письменників імені Павла Чубинського за фінансової підтримки Мартинюка Сергія. Редколегія: С.Я.Мартинюк, М.Ф.Гершкович (редактор), Б.К.Ступак. Зміст альманаху складається з 9 розділів. Загальний обсяг - 90 сторінок:
- Замість передмови (історія і сучасність): Балтська літературна вервиця. [2]
- Поезія: Доробок - В'ячеслав Бернацький, Михайло Гершкович (Одеські сонети), Роман Грушко, Сергій Мартинюк, Наталія Ступак, Юрій Шелудченко.
- Проза: Сергій Мартинюк Етюди рідного краю, Борис Ступак Педагогічни етюди.
- Публіцистика: Сергій Мартинюк Діалог, З недавніх споминів, Слава Україні, або всі в "віртуалі", Юрій Шелудченко - Не май сто рублів, Про покликання літератора.
- Літературознавство: Юрій Шелудченко - Асоціативні паралелі у творах Шекспіра і Шевченка.
- Незабутні: У пам'яті поколінь (Віктор Фінк), Степанова весна у Балті (Степан Олійник), Вірний покликанню (Віктор Скоков), Залишився у віршах (Петро Скринник).
- Гумор і сатира: Олексій Мельник, Володимир Паляниця.
- Мистецтво: Відкритість несподіванок.
- Книжкові новинки: З рідним краєм у серці, Антологія віршів про Балту.

На титульній обкладинці розміщена картина балтського художника Сергія Шендеровського "Балтська каланча". На тильній стороні обкладинки розміщений кольоровий портрет Сергія Мартинюка зі зверненням з приводу виходу першого випуску альманаху "Балтське коло":
 "Друзі. Маю честь бути родом з нескореної старовинної Балти. Перед Вами перший номер альманаха. Ми це зробили. Приєднуйтесь до нас. Я люблю свій край, вірю в його велич і неповторність. Пишаюсь його історією. Починаючи від пелазгів (лелеків), інакша назва етруски. Саме пелазги заснували пелазгіянську (мікенську) культуру, яку в сьогоденні називають грецькою. Пишаймося тим, що ми Українці. На одній зустрічі спитали: - Ви завжди такий відкритий, рішучій, і впевнений в собі. В чому секрет?- Я з Балти, а Балти - народжені перемагати! Щиро бажаю всім рішучості і впевненості по життю. Історія шанує тих, хто її творить, а не тільки вивчає! Творіть наше величне Балтське коло.
Саме Сергій Мартинюк є ідейним натхненником задуму про створення балтського альманаху, меценатом видання першого випуску. Сама ідея по виданню зародилась ще в далекому 2005 році, після Помаранчевої революції. Ідеєю Сергій Мартинюк поділився з поетом, журналістом Михайлом Гершковичем.

## Сприйняття альманаху
Презентації першого випуску альманаха "Балтське коло" відбувалась в Балтському історико - краєзнавчому музеї в червні 2019 року. Модератором презентації виступав директор Музею Петро Ткач. Багато гарних слів було проголошено на честь виходу першого номера альманаху. Зокрема Вадим Вінярський, голова Єврейської громади Балти, в своїй промові наголосив, що: "Сергій Мартинюк творить сучасну історію нашого Балтського краю. Тому ми його вважаємо народним послом Балти".
Нещодавно вийшов другий і третій випуск альманаху "Балтського кола".  В другому номері дебютувала письменниця Любов Дмитришин, українка з Америки. Яка представила свої новели: "Вибори", "Дебальцеве". В сьогоденні альманах "Балтське коло" єдиний україномовний альманах на Одещині.

## Відзнаки
XX Загальнонаціональний конкурс «Українська мова – мова єднання» видався одним із найбільш «врожайних» за кількістю надісланих до оргкомітету робіт в усіх номінаціях, дописувачів різного віку – більше 500. Розширилася «географія» учасників – до нього долучилися представники Білорусі, Болгарії, Грузії, Естонії, Ізраїлю, Індії, Казахстану, Канади, Китаю, Македонії, Молдови, Палестини, США, Німеччини, Польщі. Але при цьому конкурс відрізнявся якістю творчих доробок. В номінації «Квітни, мово наша рідна» лауреатами стали Сергій Мартинюк та Михайло Гершкович за альманах «Балтське коло». 